# Гобечия, Гуга Владимирович
Гуга Владимирович Гобечия (1916 год, село Джихаскари, Зугдидский уезд, Кутаисская губерния, Российская империя — неизвестно, Зугдидский район, Грузинская ССР) — председатель исполнительного комитета Зугдидского районного Совета депутатов трудящихся, Грузинская ССР. Герой Социалистического Труда (1950).

## Биография
Родился в 1916 году в крестьянской семье в селе Джихаскари Зугдидского уезда. Окончил местную сельскую школу, потом трудился в сельском хозяйстве. После получения высшего образования на различных ответственных должностях в аграрной промышленности Грузинской ССР.
В конце 1940-х годов назначен председателем Зугдидского райисполкома (предшественник — Давид Михайлович Джичоная). В 1949 году обеспечил перевыполнение в целом по району планового сбора урожая сортового зелёного чайного листа на 15,8 %. Указом Президиума Верховного Совета СССР от 25 ноября 1950 года удостоен звания Героя Социалистического Труда за «получение высоких урожаев сортового зелёного чайного листа и винограда в 1949 году» с вручением ордена Ленина и золотой медали «Серп и Молот» (№ 5781).
Этим же Указом званием Героя Социалистического Труда был награждён первый секретарь Зугдидского райкома партии Григорий Дутуевич Чачибая.
После выхода на пенсию проживал в Зугдидском районе. Дата смерти не установлена.
Награды
- Герой Социалистического Труда
- Орден Ленина — дважды (21.02.1948; 1950)
- Орден Трудового Красного Знамени (29.08.1949)